# Benskörhet
Osteoporos eller benskörhet (ibland skeletturkalkning) är en sjukdom som innebär minskad benstyrka, vilket ökar risken för benbrott. Osteoporos är den vanligaste orsaken till benbrott hos äldre. Ben som vanligen bryts är bland annat ryggkotor, benen i underarmen, och höften. Innan ett benbrott uppstår upplevs oftast inga symptom. Ben kan försvagas på ett sådant sätt att de bryts vid låg belastning eller till och med spontant. Kronisk smärta och minskad förmåga att till normal aktivitet kan vara resultat av benbrott.

## Definition
Osteoporos definieras av WHO som en bentäthet som är 2,5 eller fler standardavvikelser under värdet för unga vuxna i samma population. Tätheten mäts typiskt sett med särskilda röntgentekniker i höftbenet.

## Etymologi
Ordet osteoporos är från den grekiska sammansättningen för "porösa ben".

## Orsaker
Normalt är benmassan som högst vid 25 års ålder för att sedan minska.
Osteoporos kan bero på en lägre än normal maximal benmassa och högre än normal förlust av benmassa. Förlust av benmassa ökar hos kvinnor efter klimakteriet till följd av lägre östrogen-nivåer. Osteoporos kan även orsakas av andra sjukdomar eller behandlingar såsom alkoholism, anorexi, hypertyreoidism, bortopererade äggstockar, eller njursjukdom. Vissa läkemedel kan öka graden av benförlust, såsom: vissa antiepileptika, cellgiftsbehandingar, protonpumpshämmare, SSRI-läkemedel och steroider. Otillräcklig fysisk aktivitet och rökning utgör också riskfaktorer.

## Epidemiologi
Osteoporos ökar med stigande ålder. Cirka 15 procent av ljushyade i västvärlden i 50-årsåldern och 70 procent av de över 80 år är drabbade. Det är vanligare hos kvinnor. I den utvecklade världen, beroende på metoden, är mellan 2 och 8 procent av männen och mellan 9 och 38 procent av kvinnorna drabbade. Prevalensen av sjukdomen i utvecklingsländer är inte känd. Kring 22 miljoner kvinnor och 5,5 miljoner män i Europeiska Unionen hade osteoporos år 2010. I USA hade år 2010 cirka åtta miljoner kvinnor och en till två miljoner män osteoporos. De med europeisk eller asiatisk härkomst löper större risk att drabbas av osteoporos.

## Förebyggande och behandling
Osteoporosprevention innefattar en näringsriktig kost under barndomen och undvikande av läkemedel som bidrar till benskörhet. Insatser för att förhindra brutna ben hos dem med osteoporos är god kosthållning, regelbunden motion och förebyggande av fall. Livsstilsförändringar som att sluta röka och att inte dricka alkohol kan också vara till hjälp. Medicinering med bisfosfonater till dem som tidigare brutit ben som följd av sin osteoporos. Hos de med osteoporos, men utan tidigare benbrott, är dessa läkemedel inte lika effektiva. Ett antal andra läkemedel kan också vara till nytta.

### Bemötande och delaktighet
En systematisk översikt av SBU år 2017 visade att patienter med benskörhet upplever att de får otillräcklig, felaktig och motstridig information i sitt möte med vården och att detta försvårar deras beslut om hur de ska hantera sin behandling och hälsa. Många patienter med benskörhet upplever att de på bristfälliga grunder lämnas att själva ta ansvar för sin hälsa.